# Ulugbek Bakayev
Ulugbek Bakayev (en russe : Улугбек Бакаев), né le 28 novembre 1978 à Bukhara en Ouzbékistan, est un footballeur international ouzbek devenu entraîneur.

## Biographie

### Sélection
Ulugbek Bakayev est convoqué pour la première fois par le sélectionneur national Yuriy Sarkisyan pour un match des éliminatoires de la coupe du monde 2002 face au Turkménistan le 25 avril 2001 (1-0). Il entre en jeu à la place de Nikolay Shirshov à la 90e minute de jeu. Le 3 mai 2001, il marque son premier but en équipe d'Ouzbékistan lors du match des éliminatoires de la coupe du monde 2002 face au Turkménistan.
Il compte 51 sélections et 14 buts avec l'équipe d'Ouzbékistan depuis 2001.

## Palmarès

### En club
- FC Bunyodkor :
  - Champion d'Ouzbékistan en 2008
  - Vainqueur de la Coupe d'Ouzbékistan en 2008

- Tobol Kostanaï :
  - Champion du Kazakhstan en 2010
  - Vainqueur de la Coupe du Kazakhstan en 2007

- Zhetysu Taldykorgan :
  - Vice-champion du Kazakhstan en 2011

- Irtych Pavlodar :
  - Vice-champion du Kazakhstan en 2012
  - Vainqueur de la Coupe du Kazakhstan en 2012

### En sélection nationale
- Quatrième de la Coupe d'Asie en 2011

### Récompenses
- Meilleur buteur du Championnat du Kazakhstan en 2004 (22 buts), 2010 (16 buts), 2011 (18 buts) et 2012 (14 buts)
- Meilleur joueur du Championnat du Kazakhstan en 2012

## Statistiques

### Statistiques en club
| Saison                | Club                   | Championnat           | Championnat | Championnat | Coupe(s) nationale(s) | Coupe(s) nationale(s) | Compétition(s) continentale(s) | Compétition(s) continentale(s) | Compétition(s) continentale(s) | Ouzbékistan | Ouzbékistan | Total | Total |
| Saison                | Club                   | Division              | M.          | B.          | M.                    | B.                    | Comp.                          | M.                             | B.                             | M.          | B.          | M.    | B.    |
| 1997                  | FK Bukhara             | Uzbek League          | 28          | 6           | -                     | -                     | -                              | -                              | -                              | -           | -           | 28    | 6     |
| 1998                  | FK Bukhara             | Uzbek League          | 14          | 2           | -                     | -                     | -                              | -                              | -                              | -           | -           | 14    | 2     |
| 1999                  | FK Bukhara             | Uzbek League          | -           | -           | -                     | -                     | -                              | -                              | -                              | -           | -           | 0     | 0     |
| 2000                  | FK Bukhara             | Uzbek League          | 38          | 21          | -                     | -                     | -                              | -                              | -                              | -           | -           | 38    | 21    |
| 2001                  | CSKA Moscou            | Premier-Liga          | 7           | 0           | -                     | -                     | -                              | -                              | -                              | 4           | 1           | 11    | 1     |
| 2001                  | Torpedo-ZIL Moscou     | Premier-Liga          | 8           | 0           | -                     | -                     | -                              | -                              | -                              | 2           | 0           | 10    | 0     |
| 2002                  | Torpedo-ZIL Moscou     | Premier-Liga          | 12          | 0           | -                     | -                     | -                              | -                              | -                              | -           | -           | 12    | 0     |
| 2003                  | FK Bukhara             | Uzbek League          | 7           | 4           | -                     | -                     | -                              | -                              | -                              | -           | -           | 7     | 4     |
| 2003                  | FK Andijan             | Uzbek League          | 3           | 1           | -                     | -                     | -                              | -                              | -                              | -           | -           | 3     | 1     |
| 2003                  | Neftekhimik Nijnekamsk | Pervaja-Liga          | 11          | 4           | -                     | -                     | -                              | -                              | -                              | -           | -           | 11    | 4     |
| 2004                  | Tobol Kostanaï         | Premier-Liga          | 33          | 22          | -                     | -                     | -                              | -                              | -                              | -           | -           | 33    | 22    |
| 2005                  | Tobol Kostanaï         | Premier-Liga          | 29          | 15          | -                     | -                     | -                              | -                              | -                              | -           | -           | 29    | 15    |
| 2006                  | Tobol Kostanaï         | Premier-Liga          | 26          | 9           | -                     | -                     | C3                             | 2                              | 0                              | 3           | 1           | 31    | 10    |
| 2007                  | Tobol Kostanaï         | Premier-Liga          | 23          | 9           | -                     | -                     | CI+C3                          | 2+2                            | 1+0                            | 12          | 6           | 39    | 16    |
| 2008                  | FC Bunyodkor           | Uzbek League          | 17          | 8           | -                     | -                     | ACL                            | 7                              | 1                              | 6           | 0           | 30    | 9     |
| 2009                  | FC Bunyodkor           | Uzbek League          | 21          | 12          | -                     | -                     | ACL                            | 4                              | 0                              | 1           | 0           | 26    | 12    |
| 2009                  | Dinamo Samarqand       | Uzbek League          | 7           | 5           | -                     | -                     | -                              | -                              | -                              | -           | -           | 7     | 5     |
| 2010                  | Tobol Kostanaï         | Premier-Liga          | 27          | 16          | -                     | -                     | C3                             | 2                              | 0                              | 1           | 0           | 30    | 16    |
| 2011                  | Zhetysu Taldykorgan    | Premier-Liga          | 29          | 18          | -                     | -                     | -                              | -                              | -                              | 2           | 2           | 31    | 20    |
| 2011-2012             | Dubaï Club             | Pro-League            | 8           | 0           | 1                     | 0                     | -                              | -                              | -                              | 5           | 1           | 14    | 1     |
| 2012                  | Irtych Pavlodar        | Premier-Liga          | 26          | 14          | 5                     | 5                     | -                              | -                              | -                              | 8           | 1           | 39    | 20    |
| 2013                  | Irtych Pavlodar        | Premier-Liga          | 21          | 2           | 1                     | 0                     | C3                             | 4                              | 1                              | 7           | 2           | 33    | 5     |
| Total sur la carrière | Total sur la carrière  | Total sur la carrière | 395         | 168         | 7                     | 5                     | -                              | 23                             | 3                              | 51          | 14          | 476   | 190   |

### Buts en sélection
Le tableau suivant liste les résultats de tous les buts inscrits par Ulugbek Bakayev avec l'équipe d'Ouzbékistan.